# Iperforina

L'iperforina è una molecola di estrazione vegetale caratteristica del profilo fitochimico di specie del genere Hypericum, la cui presenza è maggiormente riscontrabile in concentrazione 2 - 4,5% in Hypericum perforatum L.(Erba di San Giovanni). La sintesi avviene all'interno delle ghiandole traslucide, nei pistilli e nei frutti della pianta. La molecola è un derivato del fluoroglucinolo prenilato e fa parte della famiglia dei composti acilfloroglucinoli policiclici prenilati, denominati PPAP e caratterizati da una struttura altamente sostituita e ossigenata. La biosintesi deriva dalla via del non-mevalonato dei terpeni dove tre molecole di dimetilallil difosfato e una molecola di geranil difosfato si legano a una porzione di floroglucinolo e la chiusura dell’anello dà origine all’iperforina. La molecola presenta una tendenza alla lipofilia, risulta quindi suscettibile al calore e alla luce, in presenza dei quali viene indotta una decomposizione ossidativa.
Numerosi studi in vivo e in vitro condotti nell'ultimo decennio hanno esaminato le proprietà bioattive degli estratti vegetali di Hypericum perforatum L., evidenziandone le azioni neuroprotettive, antiossidanti, antitumorali, anti-infiammatorie e, in seguito a nuove e approfondite ricerche, gli effetti antivirali e antibatterici. La maggior parte di queste attività biologiche risulta dall'azione sinergica dell'iperforina e dell'ipericina, componente naftodiantronica del complesso fitochimico della pianta.  L’iperforina è in grado di inibire la crescita delle cellule tumorali inducendo l’apoptosi di queste mediante l’attivazione delle caspasi. Le ricerche più recenti si sono concentrate sull’iperforina come principale agente antidepressivo. Questa è, infatti, considerata una multi-target drug, in quanto agisce promuovendo meccanismi multipli. Ad esempio, è in grado di attivare i canali cationici TRPC6 (transient receptor potential channels) nella membrana pre-sinaptica, provocando un aumento dei livelli intracellulari di calcio e sodio. L’aumento del sodio riduce il gradiente ionico a livello delle terminazioni nervose, inibendo i trasportatori responsabili della ricaptazione della serotonina, noradrenalina e dopamina. In questo modo, l’iperforina promuove un incremento dei livelli dei neurotrasmettitori rilasciati, mantenendoli più a lungo nelle sinapsi. L’iperforina agisce anche come traslocatore di protoni, aumentando i livelli intracellulari di sodio e contribuendo ad una diminuzione della ricaptazione dei neurotrasmettiori nello spazio sinaptico. L'iperforina ha dimostrato, inoltre, un’efficace azione contro i batteri gram-positivi, sebbene non mostra lo stesso impatto su quelli gram-negativi.